# Sonderfahndungsbuch Polen

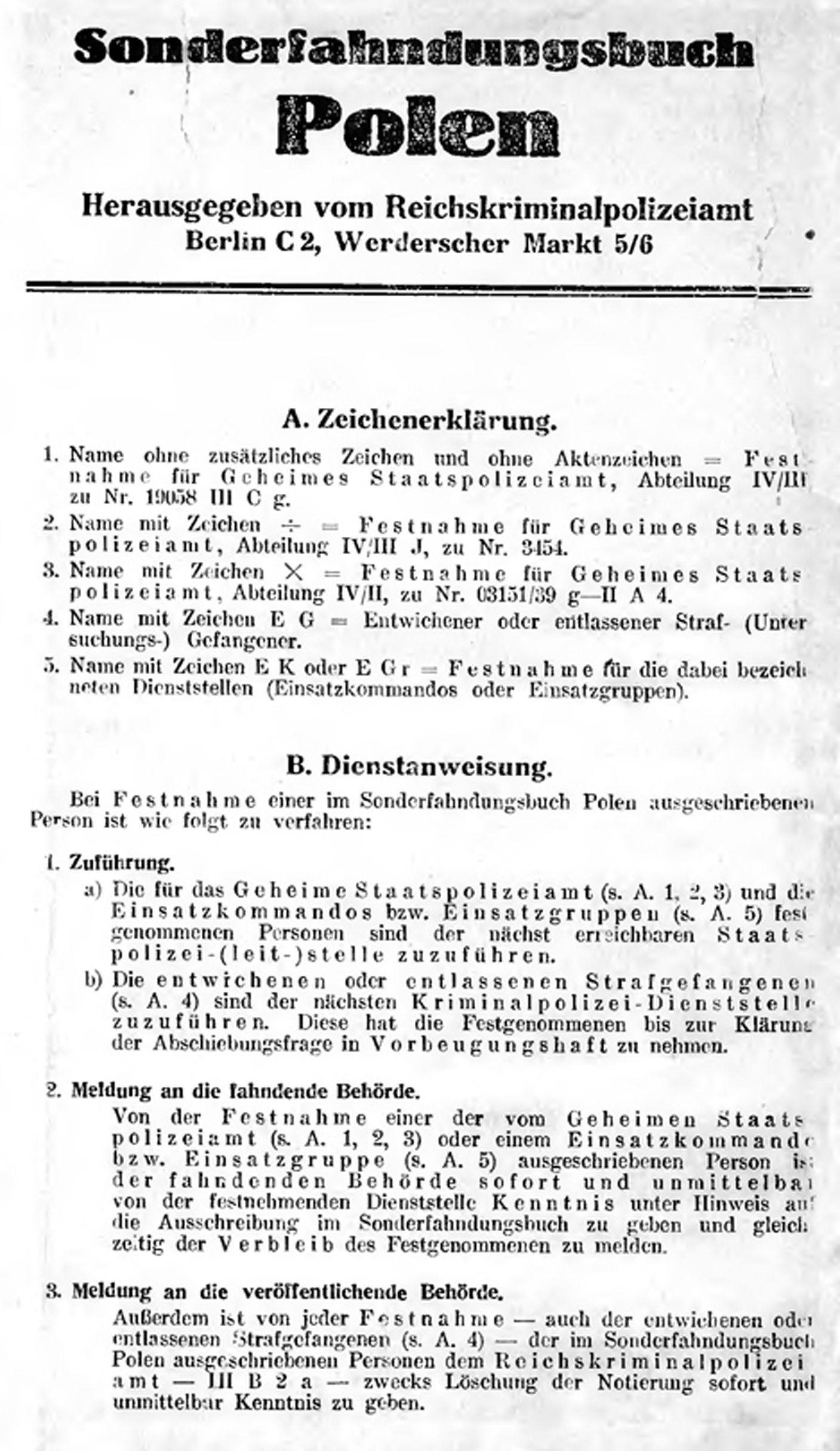
Sonderfahndungsbuch Polen – „Specjalna księga Polaków ściganych listem gończym” – strona tytułowa

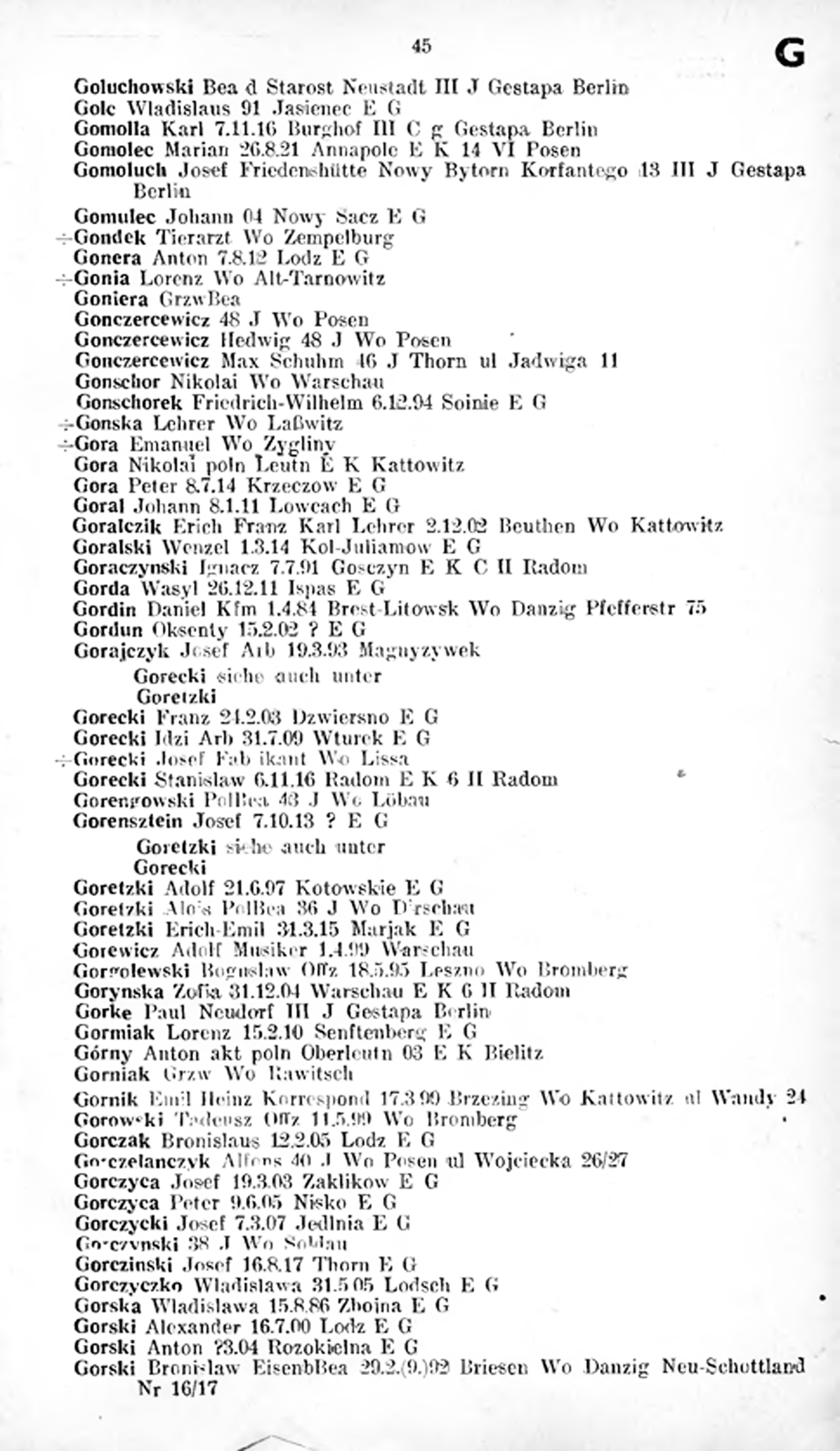
Sonderfahndungsbuch Polen – strona z wykazem nazwisk na literę „G”. Nazwiska osób ze skrótami EK (Einsatzkomando) oraz EG (Einsatzgruppen) oznaczały osoby przeznaczone do eliminacji.

Sonderfahndungsbuch Polen (pol. Specjalna księga Polaków ściganych listem gończym) zwana także księgą gończą lub listą proskrypcyjną tzw. wrogów Rzeszy – Była alfabetycznym wykazem imiennym zawierającym ponad 61 tys. nazwisk Polaków najbardziej zasłużonych dla Polski, przeznaczonych do aresztowania i likwidacji na terenach wcielonych do III Rzeszy w ramach operacji Tannenberg. Lista ta przygotowana została na polecenie Reinharda Heydricha przez kontrwywiad służby bezpieczeństwa SS czyli Sicherheitsdienst w Berlinie we współpracy z niemiecką mniejszością zamieszkałą na terenie Polski. Lista została wydrukowana w formie książki w lipcu 1939 roku w Berlinie przez centralę policji bezpieczeństwa i SD.

## Przygotowanie list proskrypcyjnych
Listę przygotowywały równolegle dwa nazistowskie urzędy. Pierwszą była komórka Zentralstelle II/P (Polen) utworzona w maju 1939 roku w Głównym Urzędzie SD Reichsführera SS, która sporządzała listy „osób przewidzianych do ujęcia w Polsce”, którymi interesował się wywiad SS. Przy jej opracowaniu Niemcy wykorzystywali m.in. polską prasę oraz raporty niemieckich placówek dyplomatycznych. Drugą listę, sporządzaną pod kątem „Polaków wrogo ustosunkowanych do niemczyzny”, równolegle przygotowywała berlińska centrala Gestapo. Wiele nazwisk na tej liście znalazło się dzięki donosom mniejszości niemieckiej mieszkającej na terenach przedwojennej Polski, które za pośrednictwem kierownika organizacji Volksdeutsche Mittelstelle trafiała do szefa kancelarii Rzeszy – Hansa Lammersa.
Na podstawie obu tych list powstała tzw. specjalna księga gończa (Sonderfahndungsbuch Polen), obejmująca w układzie alfabetycznym ponad 61 tysięcy nazwisk wybitnych Polaków „szczególnie niebezpiecznych dla Rzeszy”. Na listę trafiały osoby, które w jakiś sposób zasłużyły się dla Polski lub naraziły się Niemcom. Na liście tej umieszczono, w porządku alfabetycznym, także nazwiska Polaków „wyróżniających się w konfliktach narodowościowych”, na których temat donosy sporządzili niemieccy konfidenci. Poza imieniem i nazwiskiem na liście podane były: funkcja, zawód, przynależność do organizacji oraz miejsce zamieszkania osoby poszukiwanej.
Znajdowali się na niej: działacze polityczni, przedstawiciele świata kultury, szlachty polskiej, wybitni ludzie nauki i sztuki, księża, uczestnicy polskich powstań niepodległościowych jak powstania wielkopolskiego i powstań śląskich z lat 1918–1921, aktywiści plebiscytowi na Mazurach, Warmii i Śląsku, członkowie Polskiego Związku Zachodniego, Polskiego Towarzystwa Gimnastycznego „Sokół”, Związku Harcerstwa Polskiego w Niemczech i Związku Polaków w Niemczech.

## Zastosowanie list proskrypcyjnych
Sonderfahndungsbuch Polen była narzędziem w realizacji nazistowskiego planu Generalplan Ost. Według tej listy grupy operacyjne policji bezpieczeństwa (Sipo) i służby bezpieczeństwa (SD) (tzw. Einsatzgruppen) we współpracy z paramilitarną organizacją mniejszości niemieckiej – Volksdeutscher Selbstschutz – dokonywały masowych aresztowań Polaków w celu:
- osadzania w więzieniach i obozach koncentracyjnych,
- rozstrzeliwań w masowych egzekucjach podczas czystek etnicznych ludności polskiej,
- masowych deportacji i wysiedleń z ziem przyłączonych do Rzeszy lub przeznaczonych na cele wojskowe do Generalnego Gubernatorstwa oraz w głąb Niemiec.

Po wybuchu wojny listy proskrypcyjne były na bieżąco uzupełniane. Drugie wydanie z roku 1940 zredagowane w wersji dwujęzycznej niemiecko-polskiej zostało opublikowane w Krakowie po zakończeniu akcji eliminacji polskiej inteligencji Außerordentliche Befriedungsaktion. Była to ostatnia publikacja list proskrypcyjnych pod tą nazwą. Później listy te wychodziły pod nazwą „Fahndungsnachweis” (pol. „Dziennik inwigilacyjny”). Tylko niewielka liczba osób umieszczonych na listach zdołała przetrwać okupację niemiecką.